# Luigis Paradis
Luigis Paradis är en svensk-fransk-tysk TV-film från 1991.

## Om filmen
Filmen visades på Kanal 1 den 22 och 28 september 1991.

## Rollista (komplett)
- Gianluca Favilla - Luigi
- Anna Bergman - Eva
- Agneta Ehrensvärd - Siv
- Carina Lidbom - grannen
- Björn Kjellman - Håkan
- Jan Rippe - dörrvakten
- Maria Dlugolecha - Glabik Vitka
- Leif Andrée - långtradarchauffören
- Astrid Meyer-Goslar - Helga
- Suse Steffen - damen i bilen